# (8523) Bouillabaisse
(8523) Bouillabaisse ist ein Asteroid des Hauptgürtels, der am 8. August 1992 vom belgischen Astronomen Eric Walter Elst am La-Silla-Observatorium der Europäischen Südsternwarte (IAU-Code 809) entdeckt wurde.
Der Asteroid wurde am 2. April 1999 nach der berühmten provenzalischen Fischsuppe Bouillabaisse benannt, die als Spezialität aus Marseille gilt.